# Rubén Cordano
Rubén Cordano Justiniano (Santa Cruz de la Sierra, Bolivia; 16 de octubre de 1998) es un futbolista boliviano que juega como arquero y su equipo actual es Bolívar de la Primera División de Bolivia.

## Selección nacional

### Participaciones en Sudamericanos
| Competición                            | Sede     | Resultado    | Partidos | Goles |
| -------------------------------------- | -------- | ------------ | -------- | ----- |
| Campeonato Sudamericano Sub-17 de 2015 | Paraguay | Primera fase | 1        | 0     |
| Campeonato Sudamericano Sub-20 de 2017 | Ecuador  | Primera fase | 4        | 0     |

### Participaciones en Eliminatorias al Mundial
| Eliminatorias                 | Resultado | Partidos | Goles |
| ----------------------------- | --------- | -------- | ----- |
| Eliminatorias Mundial de 2018 | 9º lugar  | 0        | 0     |

### Participaciones en Copas Américas
| Copa              | Sede   | Resultado      | Partidos | Goles |
| ----------------- | ------ | -------------- | -------- | ----- |
| Copa América 2019 | Brasil | Fase de grupos | 0        | 0     |
| Copa América 2021 | Brasil | Fase de grupos | 1        | 0     |

## Clubes
| Club              | País    | Año               |
| ----------------- | ------- | ----------------- |
| Blooming          | Bolivia | 2017 - 2020       |
| Bolívar           | Bolivia | 2021 - 2023       |
| Oriente Petrolero | Bolivia | 2024              |
| Bolívar           | Bolivia | 2024 - Actualidad |

## Palmarés

### Títulos nacionales
| Título               | Club    | País    | Año    |
| -------------------- | ------- | ------- | ------ |
| Campeonato Boliviano | Bolívar | Bolivia | 2022-I |
| Copa de la Liga      | Bolívar | Bolivia | 2023   |
| Torneo Clausura      | Bolívar | Bolivia | 2024   |
| Campeonato Boliviano | Bolívar | Bolivia | 2024   |